# 원평초등학교 어의분교
원평초등학교 어의분교는 경상남도 통영시 용남면 어의길 143 (어의리)에 있었던 분교이다.

## 연혁
- 1948.02.05 어의공립국민학교 개교
- 1969.11.01 2개 교실(신축교사) 준공
- 1983.03.01 원평국민학교 어의분교장
- 1996.03.01 원평초등학교 어의분교장
- 1997.03.01 1,2학년 복식학급 편성
- 2003.03.01 폐교